# Maysky (huyện)
Huyện Maysky (tiếng Nga: ? райо́н) là một huyện hành chính tự quản (raion), của Kabardin-Balkar, Nga. Huyện có diện tích 385 kilômét vuông, dân số thời điểm ngày 1 tháng 1 năm 2000 là 37300 người. Trung tâm của huyện đóng ở Maysky.